# Bubocorophium tanabensis
Bubocorophium tanabensis is een vlokreeftensoort uit de familie van de Ischyroceridae. De wetenschappelijke naam van de soort is voor het eerst geldig gepubliceerd in 1971 door Harada.